# Merostachys exserta
Merostachys exserta är en gräsart som beskrevs av William Munro och E.G.Camus. Merostachys exserta ingår i släktet Merostachys och familjen gräs. Inga underarter finns listade i Catalogue of Life.